# سید علی‌اکبر پرویزی
سید علی‌اکبر پرویزی (زاده ۱۳۴۱، اسفراین)، استاندار سابق استان خراسان جنوبی و استان خراسان شمالی در دولت یازدهم بوده‌است.
پرویزی در اولین سال‌های تأسیس خراسان شمالی، معاون هماهنگی امور عمرانی استاندار خراسان شمالی (محسن نریمان) بود. وی همچنین فرماندار و شهردار اسفراین نیز بوده‌است و بازنشسته وزارت جهاد کشاورزی است.
وی هفتمین استاندار و نخستین استاندار بومی خراسان شمالی بوده‌است.